# Injustice for All
Injustice for All is de veertiende aflevering van het vijfde seizoen van het tienerdrama Beverly Hills, 90210, die voor het eerst werd uitgezonden op 14 december 1994.

## Verhaal
Kelly ligt in een brandwondencentrum omdat ze flinke brandwonden heeft aan haar pols, hals en rug. Vergeleken met Allison is Kelly er nog goed vanaf gekomen, die is over haar hele lichaam verbrand. Brandon zit vol schuldgevoel omdat hij niet bij haar was toen het gebeurde maar bij Emily. Ondertussen zitten Steve en zijn vader Rush bij de advocaat om te kijken wat ze kunnen doen om van de aanklacht af te komen. De advocaat probeert bij Kelly en Allison te regelen dat ze een schikking willen. Steve is zeer geëmotioneerd over het gebeuren en hoopt dat Kelly erdoorheen komt. Als Kelly thuiskomt dan is ze vooral moe en wil met rust gelaten worden. Emily komt Kelly opzoeken en zegt Kelly dat ze niet bang hoeft te zijn omdat Brandon echt van haar houdt en nu niet bij haar blijft uit schuldgevoel. Dit geeft Kelly een beetje rust. Steve en Griffin moeten voorkomen bij de rechtbank om de regeling te bekrachtigen die de advocaat heeft geregeld. Ze komen eraf met een taakstraf, maar de rechter legt ook een verbod op aan de jongens om voor 2 jaar geen feesten meer te organiseren. Dit komt hard aan bij Steve en hij is hier zeer boos over. Hij komt er ook achter dat Griffin de sleutel van het huis heeft gestolen. Dit besluit Steve om Griffin uit het KEG-huis te zetten wat hij niet vrijwillig doet dus Steve moet een beetje dwang gebruiken.
Donna zoekt Ray op zijn werk waar hij kerstbomen verkoopt voor zijn oom. Ray is in een slecht humeur, wat Donna zeer begint te irriteren. Later hoort ze van zijn oom dat dit ligt aan het feit dat zijn vader vroeger is weggelopen met kerstmis en nu drinkt zijn moeder elke kerstmis totdat ze dronken is. Dit kan Ray niet aan daarom is zijn humeur nu zo slecht.
Dylan wordt ontslagen uit de afkickkliniek en mag naar huis. Daar wacht hem een grote stapel post en als hij hierdoorheen bladert dan valt een brief zeer op. Deze brief komt van een mevrouw die een briefje heeft gevonden op het vliegveld in Los Angeles. Op dat briefje staat een bericht voor Dylan en is afkomstig van Erica.

## Rolverdeling
- Jason Priestley - Brandon Walsh
- Jennie Garth - Kelly Taylor
- Ian Ziering - Steve Sanders
- Gabrielle Carteris - Andrea Zuckerman
- Luke Perry - Dylan McKay
- Brian Austin Green - David Silver
- Tori Spelling - Donna Martin
- Tiffani Thiessen - Valerie Malone
- Carol Potter - Cindy Walsh
- James Eckhouse - Jim Walsh
- Mark D. Espinoza - Jesse Vasquez
- Kathleen Robertson - Clare Arnold
- Joe E. Tata - Nat Bussichio
- Jamie Walters - Ray Pruit
- Ann Gillespie - Jackie Taylor
- Christine Elise - Emily Valentine
- Casper Van Dien - Griffin Stone
- Jed Allan - Rush Sanders
- Sara Melson - Allison Lash
- Kristine Mejia - Dana
- Daniel Silvas - Eduardo